# Station Couilly - Saint-Germain - Quincy
Station Couilly - Saint-Germain - Quincy is een spoorwegstation aan de spoorlijn Esbly - Crécy-la-Chapelle. Het ligt in de Franse gemeente Saint-Germain-sur-Morin grenzend aan Couilly-Pont-aux-Dames en niet ver van Quincy-Voisins, alle drie gelegen in het departement Seine-et-Marne (Île-de-France).

## Geschiedenis
Het station werd op 12 juli 1902 geopend door de Compagnie des chemins de fer de l'Est bij de opening van de sectie Esbly - Crécy-en-Brie.
Sinds zijn oprichting is het eigendom van de Société nationale des chemins de fer français (SNCF).
Sinds 4 juli 2011 rijden er tussen Esbly en Crécy-la-Chapelle Avanto-trams, welke de BB 17000 locomotieven en RIB-treinstammen hebben vervangen. Sinds het eerste weekend van september 2011 is ook de dienstregeling aangepast: er rijdt nu ongeveer elk halfuur een tram in de spits, waarvan de helft in de spitsrichting ('s ochtends naar Esbly, 's avonds richting Crécy) non-stop rijdt tussen Esbly en Crécy. Daarbuiten geldt er een uurdienst welke ook op zondag van kracht is (voorheen was er op zondag een vervangende busdienst.
De verbetering van het materieel ging niet gepaard met verbeteringen aan lijn of perron, zoals gedaan bij de T4, aangezien dat door het lage aantal reizigers (850 per dag) niet te rechtvaardigen is. Daarentegen zou een voorgestelde verdubbeling van de sporen op dit station ertoe kunnen leiden dat twee trams elkaar inhalen, waardoor de frequentie verdubbeld kan worden.
Sinds 22 maart 2022 wordt de lijn bediend door de Tram van Île-de-France.

## Ligging
Het station ligt op kilometerpunt 5,013 van de spoorlijn Esbly - Crécy-la-Chapelle.

## Diensten
Het station wordt aangedaan door tramtreinen van Tramlijn 14 van de Tram van Île-de-France, tussen Esbly en Crécy-la-Chapelle.

## Vorig en volgend station
| Richting | Vorig station  | Lijn | Volgend station       | Richting          |
| -------- | -------------- | ---- | --------------------- | ----------------- |
| Esbly    | Montry - Condé | 14   | Villiers - Montbarbin | Crécy-la-Chapelle |